# Àlex Pastor López
Alejandro Pastor López, també conegut com a Àlex Pastor (Badalona, 17 de juliol de 1979), és un polític català, militant del Partit dels Socialistes de Catalunya i alcalde de Badalona entre el 20 de juny de 2018 i el 22 d'abril de 2020.

## Biografia
Criat al barri de Sant Roc, és diplomat en Relacions Laborals i llicenciat en Ciències del Treball. És casat i pare de dues filles. Actualment és veí del barri de Morera.
Implicat en diversos moviments socials i sindicals, fou membre de l'Associació de Joves Estudiants de Catalunya a Badalona, implicant-se als moviments sindicals i associatius de la ciutat. Després de llicenciar-se, va iniciar la seva carrera política com a militant de la Joventut Socialista de Catalunya, i de mica en mica va anar ascendint al partit. Ocupà diverses posicions a les llistes electorals des de 1999 sense arribar a ser elegit. Als vint anys, també va entrar a treballar com a funcionari a l'Ajuntament de Badalona, com a tècnic de l'Institut Municipal de Promoció de l'Ocupació (IMPO).
El 2012 va ser elegit successor de Jordi Serra i Isern en el càrrec de primer secretari del PSC local de Badalona, sense haver competir amb un altre candidat, el regidor Josep Duran, que a última hora va retirar la seva candidatura quan es va consensuar una llista definitiva. Exercint aquest càrrec, el 2015 va anar en segona posició, darrere de Jordi Serra, i va ser elegit regidor de l'ajuntament.
Finalment, va ser Pastor el president del Grup Municipal del PSC, quan Serra va deixar l'acta de regidor. El començament com a president del grup va estar marcat per l'elecció de Dolors Sabater com a alcaldessa per part del ple, en la qual els quatre vots dels regidors socialistes van ser crucials. Malgrat només tenir tres regidors, va accedir al càrrec d'alcalde el 20 de juny de 2018 després d'una moció de censura contra l'anterior alcaldessa, que va comptar amb el suport del Partit Popular i Ciutadans, derivada de la pèrdua de la qüestió de confiança lligada a l'aprovació de la proposta de pressupost municipal de l'anterior govern encapçalat per Guanyem Badalona en Comú. El PSC va adduir que no podien seguir mantenint el suport que havien donat a Sabater el 2015 a causa de l'incompliment de dues condicions que havien convingut en aquell moment: la neutralitat davant del procés sobiranista de Catalunya i fer un pressupostos més socials.
Poc després d'esdevenir alcalde, seguint la seva idea de neutralitat de la institució municipal davant del procés sobiranista, una de les primeres mesures va ser retirar la pancarta en favor dels presos polítics independentistes que hi havia penjada al balcó de la Casa de la Vila. El 25 de juny de 2018 va presentar el nou govern municipal, comptant amb només quatre regidors —contra els deu que hi havia abans de la moció de censura—, els tres del PSC, Teresa González, Rubén Guijarro i ell mateix, i el d'Units per Avançar, Jordi Subirana, donant confiança a la feina que fa el cos de funcionaris de l'Ajuntament de Badalona. A més d'alcalde, Pastor va assumir les àrees de Salut, Gent Gran i Cooperació, Esports i Joventut i Polítiques d'Igualtat. Per donar suport a la tasca del govern, decidí comptar també amb una vintena d'assessors entre els tècnics que treballen a l'Ajuntament de Badalona.
El novembre de 2018 fou elegit candidat a alcalde a les eleccions municipals de 2019 per l'assemblea de militants del PSC. Durant el període electoral va rebre diverses amonestacions de la Junta Electoral de Zona per haver distribuït fulletons amb publicitat sobre el seu mandat, arribant a prohibir-li la inauguració d'obres públiques, arran de denúncies dels grups municipals de l'oposició. El 15 de juny de 2019 va reeditar el càrrec d'alcalde de Badalona en un ple d'investidura força incert.
El 21 d'abril de 2020 fou detingut pels Mossos d'Esquadra a Barcelona per conduir amb símptomes d'embriaguesa i per saltar-se el confinament decretat per la pandèmia de coronavirus que patia Catalunya. Segons diversos mitjans, en el moment de la seva detenció «s'hauria enfrontat als agents amb crits, cops i fins i tot una mossegada». Va ser portat a la comissaria de les Corts i posat a disposició judicial. El PSC el va suspendre immediatament de militància i li demanà que renunciés a tots els càrrecs públics. El matí del 22 d'abril va dimitir com a alcalde. Un jutjat de Barcelona va obrir diligències judicials per aquest cas i el febrer de 2021 va acceptar entrar 8 mesos a presó i una multa de 800 euros per haver conduït ebri i enfrontar-se als agents de policia que el van detenir, tot i que la condemna va quedar en suspens perquè Pastor no tenia antecedents penals.